# Gunman in Joseon
Gunman in Joseon (en hangul, 조선 총잡이; en hanja, 朝鮮銃잡이) titulada en español como Pistolero en Joseon, es una serie de televisión histórica surcoreana emitida originalmente en 2014 y protagonizada por Lee Joon Gi, Nam Sang Mi, Jeon Hye Bin, Han Joo Wan y Yu Oh Seong.
Fue emitida por KBS 2TV desde el 25 de junio al 4 de septiembre de 2014, con una longitud de 22 episodios emitidos cada miércoles y jueves a las 21:55 (KST). La historia comienza en el tercer año bajo el poder de Emperador Gojong, en 1876.

## Argumento
Corría el año 1876, durante el tercer año de reinado del emperador Gojong, existe un momento de gran agitación y una rápida modernización, con el inicio del conflicto entre las dos facciones políticas principales, los Sugu (conservadores) y Kaehwa (iluminación).
Las políticas de la facción Kaehwa benefician las ideas iluminadas de Gojong durante este tiempo de cambio; Joseon era conocido como un reino ermitaño a través del siglo XIX, aislado de la influencia extranjera. En años anteriores, Joseon había rechazado propuestas occidentales para abrir líneas de comercio, que habían dado lugar a enfrentamientos militares con las fuerzas estadounidenses y francesas. Mientras que la ideología más reciente abogó por una política más abierta, todavía tuvo que echar raíces. Sumándose a las crecientes tensiones, recientemente los partidarios Kaehwa de Gojong comenzaron, uno por uno, a ser víctimas de una misterioso pistolero armado con un nuevo tipo de arma.
Park Yoon Kang es el hijo del último gran espadachín del siglo XIX en Joseon. Después de la trágica muerte de su padre y la esclavitud de su hermana menor, Yoon Kang vende su espada para comprar una carabina de palanca occidental mientras se embarca en una misión de venganza, pero termina por convertirse en un héroe para el pueblo.

## Reparto

### Principal
- Lee Jun Ki como Park Yoon Kang.[3]
- Nam Sang Mi como Jung Soo In.
- Jeon Hye-bin como Choi Hye Won.
- Han Joo Wan como Kim Ho Kyung.[4]
- Yu Oh Seong como Choi Won Shin.

### Secundario
- Choi Jae Sung como Park Jin Han.
- Kim Hyun-soo como Park Yeon Ha.
- Choi Cheol Ho como Moon Il Do.
- Lee Dong Hwi como Han Jung Hoon.
- Choi Ji Na como Esposa de Park Jin Han.
- Um Hyo-sup como Jung Hwe-ryung.
- Kim Ye Ryeong como Sta. Kim.
- Ahn Ji Hyun como Jan Yi.
- Nam Myung Ryul como Hyun Am.
- Kim Jung Hak como Oh Kyung.
- Choi Jong Won como Kim Jwa Young.
- Ahn Suk Hwan como Kim Byung Je.
- Lee Min Woo como Emperador Gojong.
- Ha Ji Eun como Emperatriz Min.
- Choi Jae Hwan como Sang Chu.
- Ryohei Otani como Ganemaru.
- Yoon Hee Seok como Kim Ok Kyun.
- Jin Sung como Sung Gil.
- Kang Sung Jin como Kim Moo Deok.
- Park Jae Min como Jong Tae.
- Jung Geun como Son Taek Soo.
- Kim Ga Eun como Im Je Mi.
- Kim Eung Soo como Yamamoto.
- Oh Min Suk como Min Young Ik.
- Song Ji-ho como Nakamura.[5]

## Recepción

### Audiencia
| Ep, #    | Fecha de emisión        | Promedio de audiencia | Promedio de audiencia | Promedio de audiencia | Promedio de audiencia |
| Ep, #    | Fecha de emisión        | TNmS Ratings          | TNmS Ratings          | AGB Nielsen           | AGB Nielsen           |
| Ep, #    | Fecha de emisión        | Nacional              | Seúl                  | Nacional              | Seúl                  |
| -------- | ----------------------- | --------------------- | --------------------- | --------------------- | --------------------- |
| 1        | 25 de junio de 2014     | 8.9 %                 | 9.1 %                 | 8.4 %                 | 8.8 %                 |
| 2        | 26 de junio de 2014     | 6.6 %                 | 8.2 %                 | 8.0 %                 | 8.6 %                 |
| 3        | 2 de julio de 2014      | 8.3 %                 | 8.6 %                 | 8.0 %                 | 8.3 %                 |
| 4        | 3 de julio de 2014      | 8.0 %                 | 8.7 %                 | 8.7 %                 | 9.4 %                 |
| 5        | 9 de julio de 2014      | 8.5 %                 | 8.7 %                 | 9.9 %                 | 9.6 %                 |
| 6        | 10 de julio de 2014     | 8.9 %                 | 9.9 %                 | 10.5 %                | 10.6 %                |
| 7        | 16 de julio de 2014     | 8.3 %                 | 8.8 %                 | 10.2 %                | 11.1 %                |
| 8        | 17 de julio de 2014     | 8.3 %                 | 8.8 %                 | 10.6 %                | 12.1 %                |
| 9        | 23 de julio de 2014     | 9.3 %                 | 10.3 %                | 11.6 %                | 12.4 %                |
| 10       | 24 de julio de 2014     | 10.7 %                | 11.7 %                | 11.9 %                | 12.2 %                |
| 11       | 30 de julio de 2014     | 9.5 %                 | 10.6 %                | 11.2 %                | 12.1 %                |
| 12       | 31 de julio de 2014     | 9.4 %                 | 11.2 %                | 11.7 %                | 12.8 %                |
| 13       | 6 de agosto de 2014     | 9.9 %                 | 10.3 %                | 10.5 %                | 11.5 %                |
| 14       | 7 de agosto de 2014     | 9.6 %                 | 10.3 %                | 12.2 %                | 13.1 %                |
| 15       | 13 de agosto de 2014    | 10.1 %                | 10.6 %                | 11.1 %                | 11.3 %                |
| 16       | 14 de agosto de 2014    | 10.0 %                | 10.4 %                | 11.0 %                | 10.7 %                |
| 17       | 20 de agosto de 2014    | 9.4 %                 | 9.4 %                 | 11.1 %                | 11.4 %                |
| 18       | 21 de agosto de 2014    | 10.0 %                | 10.7 %                | 11.7 %                | 11.9 %                |
| 19       | 27 de agosto de 2014    | 8.8 %                 | 9.8 %                 | 10.8 %                | 11.7 %                |
| 20       | 28 de agosto de 2014    | 9.0 %                 | 9.4 %                 | 11.5 %                | 12.5 %                |
| 21       | 3 de septiembre de 2014 | 9.1 %                 | 9.2 %                 | 11.8 %                | 12.0 %                |
| 22       | 4 de septiembre de 2014 | 9.8 %                 | 10.5 %                | 12.8 %                | 13.0 %                |
| Promedio | Promedio                | 9.1 %                 | 9.8 %                 | 10.7 %                | 11.2 %                |

## Banda sonora
- Bubble Sisters - «Aching».
- Ali - «Flower Through The Rock».
- Misty - «Though It Hurts, It’s You».
- Im Chang Jung - «Wait».
- Ivy - «Do You Know My Heart».
- Jo Jang Hyuk - «Infinite Love».
- The Ray - «Resembles My Tears».
- Yang Sun Mi - «When Will It Stop».
- Timber - «Happy».

## Emisión internacional
- Hong Kong: Now 101.
- Israel: Viva.
- Tailandia: PPTV.[8]
- Taiwán: Line TV.